# 1414
| [ Edytuj tabelę ]                          | |
| Król Polski                                | - 1386 Władysław II Jagiełło 1434                                                                              |
| Współksiążęta Andory                       | - 1396 Galcerà de Vilanova 1415 - 1412 Jan I 1436                                                              |
| Król Anglii                                | - 1413 Henryk V 1422                                                                                           |
| Król Aragonii i Walencji, hrabia Barcelony | - 1412 Ferdynand I Sprawiedliwy 1416                                                                           |
| Władca Azteków                             | - 1395 Huitzilíhuitl 1417                                                                                      |
| Elektor Brandenburgii                      | - 1411 Zygmunt Luksemburski 1415                                                                               |
| Książę Bawarii-Ingolstadt                  | - 1413 Ludwik VII Brodaty 1443                                                                                 |
| Książę Bawarii-Landshut                    | - 1393 Henryk XVI Bogaty 1450                                                                                  |
| Książę Bawarii-Monachium                   | - 1397 Ernest 1438                                                                                             |
| Książę Burgundii                           | - 1404 Jan bez Trwogi 1419                                                                                     |
| Cesarz Bizancjum                           | - 1391 Manuel II Paleolog 1425                                                                                 |
| Sułtan Brunei                              | - 1405 Muhammad 1415                                                                                           |
| Cesarz Chin                                | - 1402 Yongle 1424                                                                                             |
| Król Cypru                                 | - 1398 Janusz 1432                                                                                             |
| Król Czech                                 | - 1378 Wacław IV Luksemburski 1419                                                                             |
| Król Danii                                 | - 1396 Eryk Pomorski 1439                                                                                      |
| Dalajlama                                  | - 1391 Gendun Drup 1474                                                                                        |
| Władca Egiptu                              | - 1412 Al-Mu’ajjad Szajch 1421                                                                                 |
| Cesarz Etiopii                             | - 1413 Teodor I 1414 - 1414 Izaak 1429                                                                         |
| Król Francji                               | - 1380 Karol VI 1422                                                                                           |
| Król Gruzji                                | - 1412 Aleksander 1442                                                                                         |
| Hrabia Holandii                            | - 1404 Wilhelm VI 1417                                                                                         |
| Władca Inków                               | - 1410 Viracocha 1438                                                                                          |
| Cesarz Japonii                             | - 1412 Shōkō 1428                                                                                              |
| Kalif                                      | - 1406 Al-Musta’in 1414 - 1414 Al-Mu’tadid II 1441                                                             |
| Król Kastylii i Leónu                      | - 1406 Jan II Kastylijski 1454                                                                                 |
| Patriarcha Konstantynopola                 | - 1410 Eutymiusz II 1416                                                                                       |
| Władca Korei                               | - 1400 Taejong 1418                                                                                            |
| Najwyższy książę litewski                  | - 1401 Jagiełło 1434                                                                                           |
| Wielki książę litewski                     | - 1392 Witold 1430                                                                                             |
| Cesarz Majapahitu                          | - 1389 Wikramawardhana 1429                                                                                    |
| Sułtan Maroka                              | - 1398 Usman III 1421                                                                                          |
| Książę Mediolanu                           | - 1412 Filip Maria 1447                                                                                        |
| Wielki książę moskiewski                   | - 1389 Wasyl I 1425                                                                                            |
| Król Nawarry                               | - 1387 Karol III Szlachetny 1425                                                                               |
| Król Norwegii                              | - 1396 Eryk Pomorski 1442                                                                                      |
| Sułtan Omanu                               | - 1406 Machzum ibn al-Fallah 1435                                                                              |
| Elektor Palatynatu                         | - 1410 Ludwik III 1436                                                                                         |
| Papież awinioński                          | - 1394 Benedykt XIII 1417                                                                                      |
| Papież soborowy                            | - 1410 Jan XXIII 1415                                                                                          |
| Papież                                     | - 1406 Grzegorz XII 1415                                                                                       |
| Król Portugalii                            | - 1385 Jan I 1433                                                                                              |
| Cesarz Rzymski (niemiecki)                 | - 1410 Zygmunt Luksemburski 1437                                                                               |
| Kapitanowie Regenci San Marino             | - 1414 Antonio Lunardini Antonio di Marino di Fosco 1414 - 1414 Benedetto di Tosetto Michelino di Berardo 1414 |
| Despota Serbii                             | - 1402 Stefan IV Lazarević 1427                                                                                |
| Elektor Saksonii                           | - 1388 Rudolf III Saski 1419                                                                                   |
| Król Szkocji                               | - 1406 Jakub I 1437                                                                                            |
| Król Szwecji                               | - 1396 Eryk XIII Pomorski 1439                                                                                 |
| Król Tajlandii                             | - 1409 Intha Racha 1424                                                                                        |
| Sułtan Turków                              | - 1413 Mehmed I 1421                                                                                           |
| Doża Wenecji                               | - 1413 Tommaso Mocenigo 1423                                                                                   |
| Król Węgier                                | - 1387 Zygmunt Luksemburski 1437                                                                               |
| Cesarz Wietnamu                            | - 1409 Trùng Quang Đế 1414                                                                                     |
| Wielki mistrz zakonu krzyżackiego          | - 1414 Michael Küchmeister von Sternberg 1422                                                                  |

Rok 1414 / MCDXIV
stulecia: XIV wiek ~
XV wiek ~
XVI wiek

lata: 1404 «
1409 «
1410 «
1411 «
1412 «
1413 «
1414
» 1415
» 1416
» 1417
» 1418
» 1419
» 1424

## Wydarzenia w Polsce
- Kwiecień – Jagiełło na zjeździe w Grabiach pod Raciążkiem wysunął żądania maksymalnej rewindykacji ziem polskich w zamian za traktat pokojowy, co Krzyżacy odrzucili, podtrzymując chęć rokowań.
- 15 maja – wydanie przez kapitułę włocławską (właściciela Łodzi) przywileju lokacyjnego, uznającego mieszkańców wsi za mieszczan; jednocześnie zwrócenie się przez kapitułę do króla z prośbą o przywilej monarszy i uznanie Łodzi za miasto pod względem prawno-ustrojowym.
- 18 lipca – wobec braku postępu w rozmowach i braku wyroku Zygmunta Jagiełło wypowiedział zakonowi wojnę co ogłosił w Łęczycy
- 6 sierpnia – przed wojskami polskimi skapitulował zamek w Nidzicy
- 15 sierpnia – wojska polskie podeszły pod Lidzbark Warmiński
- 8 października – zawarto polsko-krzyżacki rozejm pod Brodnicą.
- Lwówek otrzymał prawa miejskie.
- Polscy posłowie Jakub Skarbek z Góry i Grzegorz Ormianin zostali przyjęci przez sułtana Mehmeda I w Bursie, ówczesnej stolicy Imperium Osmańskiego.

## Wydarzenia na świecie
- 7 stycznia – Tommaso Mocenigo został dożą Wenecji.
- 8 listopada – Zygmunt Luksemburski koronował się w Akwizgranie na króla Niemiec.
- 16 listopada – rozpoczął się sobór w Konstancji kończący Wielką Schizmę Zachodnią (trwał do 22 kwietnia 1418).
- 28 listopada – podczas Soboru w Konstancji został aresztowany pod zarzutem herezji Jan Hus.
- 19 grudnia – Shōkō został koronowany na cesarza Japonii.
- Zbudowano pierwszy żaglowiec z ciężkim uzbrojeniem (6-działowy „Holy Ghost”, 760 t, Southampton, Wielka Brytania).

## Urodzili się
- 21 lipca – Francesco Della Rovere, papież Sykstus IV (zm. 1484)
- 18 sierpnia –  Maulana Dżami, perski mistyk, poeta, historyk, uczony i teolog (zm. 1492)
- 9 listopada – Albrecht III Achilles, margrabia-elektor Brandenburgii (zm. 1486)

## Zmarli
- 1 marca – Viridis Visconti, księżniczka mediolańska, księżna austriacka (ur. ok. 1350)
- 28 marca – Joanna Maria z Maille, francuska tercjarka franciszkańska, błogosławiona katolicka (ur. 1331)
- 6 sierpnia - Władysław I, król Neapolu (ur. 1376 lub 1377)
- 30 września – Piotr Wysz, biskup krakowski, poznański od 1412 (ur. ok. 1354)
- data dzienna nieznana:
  - Ścibor ze Ściborzyc, wojewoda siedmiogrodzki (ur. 1347)
  - Teodor I, cesarz Etiopii (ur. ok. 1380)